# Pjotr Kusmitsch Pachtussow

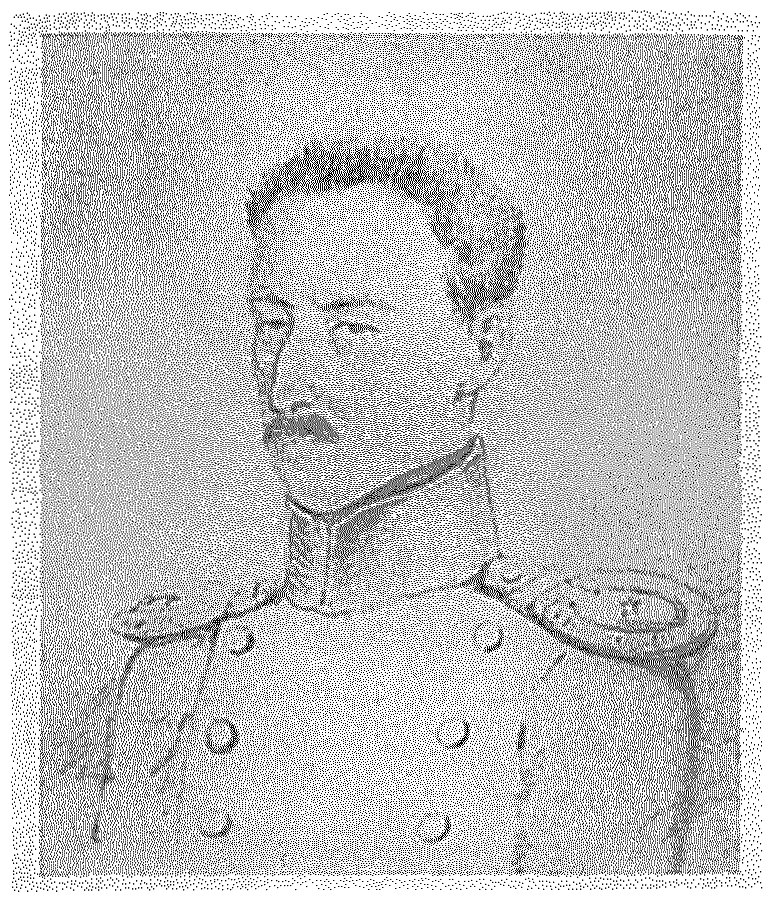
Pjotr Kusmitsch Pachtussow

Pjotr Kusmitsch Pachtussow (russisch Пётр Кузьмич Пахтусов; * 20. Märzjul. / 1. April 1800greg. in Kronstadt; † 7. Novemberjul. / 19. November 1835greg. in Archangelsk) war ein russischer Steuermann und Polarforscher.

## Leben
Pachtussows Vater stammte aus einfachen Verhältnissen und war vom Soldaten zum Skipper (13. Rangklasse) aufgestiegen. Pachtussow wuchs in der Heimat seines Vaters in Solwytschegodsk auf. Nach dem Tod des Vaters zog die Familie 1808 nach Archangelsk. Dort besuchte Pachtussow die Waisenschule, die später in Kantonisten-Schule umbenannt wurde. 1816 wurde er als Studierfähiger nach Kronstadt auf die Steuermann-Schule geschickt. Bereits während der Ausbildung fuhr er auf Schiffen nach Frankreich und nach Spanien mit. Er schloss die Ausbildung im Mai 1820 als Steuermann-Assistent im Unteroffiziersrang (14. Rangklasse) ab.
Pachtussow kehrte nach Archangelsk zurück und beteiligte sich an Expeditionen unter dem Kommando des Steuermanns der 12. Rangklasse Iwanow, der die Ostküste der Barentssee und die Petschora-Mündung erforschte, und an der Expedition des Steuermanns Ilja Bereschnoi, der den westlichen Teil der Barentsseeküste erforschte. Dann nahm er 1826–1829 an der vierten russischen Weltumsegelung unter dem Kommando Friedrich Benjamin von Lütkes teil. 1828 war er zum Mitschman befördert worden.
Pachtussow schlug 1829 als eigenes Projekt eine Expedition zur Erforschung der Ostküste Nowaja Semljas vor. Das Projekt wurde genehmigt, aber wegen fehlender Mittel kam es nicht zustande. 1831 wurde er Podporutschik des Steuermann-Korps. 1832–1833 kartierte er auf einem Einmaster den Nikolski Schar und beschrieb mehr als 130 Werst der Süd- und Ostküste der Südinsel Nowaja Semljas. Finanziert wurde er von der Handelsfirma Brandt & Klokow, die gleichzeitig eine zweite Gruppe unter Leutnant Krotow mit der Erkundung des Seewegs zur Jenissei-Mündung beauftragt hatte. Pachtussow erhielt darauf den Orden der Heiligen Anna III. Klasse.

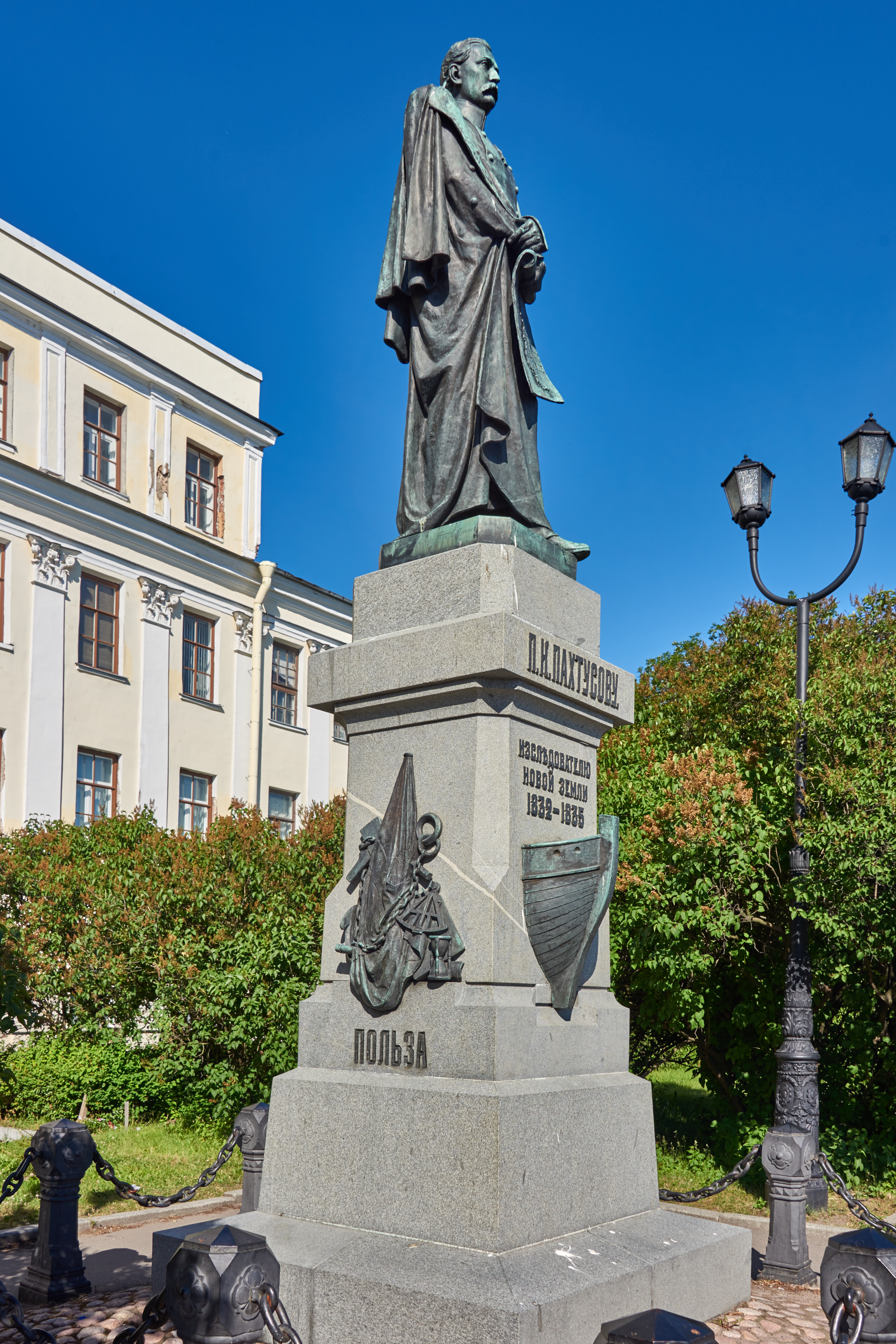
Pachtussow-Denkmal, Kronstadt

Von Juni 1834 bis Oktober 1835 führte Pachtussow eine weitere Expedition zur Erkundung der Nordinsel Nowaja Semljas durch, an der sich der Steuermann August Cywolka (1810–1839) beteiligte. Im Juli 1834 verließen Pachtussow auf dem neuen Schoner Krotow und Cywolka auf dem Einmaster Kasakow den Archangelsker Hafen. Das Südufer des Matotschkin Schars wurde genau vermessen, und astronomische Beobachtungen wurden gemacht, um den Matotschkin Schar zu kartieren. Nach der Überwinterung an der Westküste wurden 160 km der Ostküste nördlich des  Matotschkin Schars erkundet, wobei Inseln und Archipels entdeckt wurden. Dabei wurde im März 1835 die Kasakow vom Eis zerstört, wobei die Mannschaft sich retten konnte. Pachtussow erreichte eine nördliche Breite von 74°24′.
Pachtussow erkrankte schwer nach der Rückkehr und starb am 19. November 1835 in Archangelsk. Er wurde auf dem Friedhof der Archangelsker Insel Solombala begraben. Das Grabdenkmal wurde 1778 aufgestellt.
Erst 30 Jahre nach Pachtussows Expedition stieß Otto Paul von Krusenstern in die Karasee vor.
Die Aufstellung eines von den Kronstädter Steuermännern erbetenen Denkmals Pachtussows wurde im März 1877 genehmigt. Neun Jahre lang wurden dafür Spenden gesammelt, wobei die Steuermänner 1 % ihres Landlohns abgaben. Nikolai Lawerezkis Denkmalprojekt wurde im Dezember 1884 genehmigt, und das Denkmal wurde im Oktober 1886 in Kronstadt an der Steuermann-Schule aufgestellt.
Die von Eduard von Toll und Fjodor Matissen geleitete Polarexpedition benannte 1901 eine Inselgruppe im Nordenskiöld-Archipel nach Pachtussow. Pachtussows Namen tragen eine Inselgruppte an der Ostküste der Nordinsel Nowaja Semljas sowie eine Insel dort, ein Gebirge auf West-Spitzbergen, eine Insel im Süden der Südinsel Nowaja Semljas, die Meerenge zwischen der Insel Bercha und der Westküste der Nordinsel Nowaja Semljas, eine Bucht an der Südküste Nowaja Semljas, der Pachtussow-Nunatak im ostantarktischen Mac-Robertson-Land, das Vermessungsschiff der ersten Hydrographische Expedition des Nördlichen Eismeers und Straßen in Archangelsk und Moskau.